# Campeonato Mundial de Ginástica Rítmica de 2025
O Campeonato Mundial de Ginástica Rítmica de 2025 é um evento que será realizado no Rio de Janeiro, Brasil, de 20 a 24 de agosto de 2025. A competição acontecerá no Parque Olímpico. Será a primeira vez que o Brasil, assim como qualquer país da América do Sul, sediará o evento.

## Programação
- Quarta (20/08)
  - 09:00 – 12:00: Classificatória Individual Arco e Bola (Grupo A)
  - 12:00 – 12:45: Cerimônia de Abertura
  - 12:45 – 15:45: Classificatória Individual Arco e Bola (Grupo B)
  - 16:10 – 19:10:	Classificatória Individual Arco e Bola (Grupo C)

- Quinta (21/08)
  - 19:35 – 22:35: Classificatória Individual Arco e Bola	(Grupo D)
  - 09:00 – 12:00:	Classificatória Individual Maças e Fita (Grupo B)
  - 12:45 – 15:45:	 Classificatória Individual Maças e Fita (Grupo A)
  - 16:10 – 19:10:	Classificatória Individual Maças e Fita (Grupo D)
  - 19:35 – 22:35: Classificatória Individual Maças e Fita (Grupo C)

- Sexta (22/08)
  - 14:30 – 16:40: Final Individual Geral (Grupo B/10–18 do ranking)
  - 17:00 – 19:10: Final Individual Geral (Grupo A/01–09 do ranking)

- Sábado (23/08)
  - 14:00 – 16:30: Conjunto Geral 5 Fitas / Misto (Grupo A)
  - 17:00 – 19:00: Conjunto Geral 5 Fitas / Misto (Grupo B)

- Domingo (24/08)	
  - 11:00 – 11:35: Final Individual de Arco
  - 11:40 – 12:15: Final Individual de Bola
  - 12:50 – 13:35: Final de Conjunto 5 Fitas
  - 14:00 – 14:35: Final Individual de Maças
  - 14:40 – 15:15: Final Individual de Fita
  - 15:50 – 16:35: Final de Conjunto Misto

Fonte:

## Medalhistas
| Evento            | Ouro             | Prata            | Bronze           |
| ----------------- | ---------------- | ---------------- | ---------------- |
| Equipes           |                  |                  |                  |
| Equipes           | Individual Grupo | Individual Grupo | Individual Grupo |
| Individual        |                  |                  |                  |
| Individual Geral  |                  |                  |                  |
| Arco              |                  |                  |                  |
| Bola              |                  |                  |                  |
| Maças             |                  |                  |                  |
| Fita              |                  |                  |                  |
| Grupos            |                  |                  |                  |
| Geral             |                  |                  |                  |
| 5 Fitas           |                  |                  |                  |
| 3 Bolas + 2 Arcos |                  |                  |                  |

## Quadro de medalhas
*   país anfitrião (Brasil)
| Pos.               | País               | Ouro | Prata | Bronze | Total |
| ------------------ | ------------------ | ---- | ----- | ------ | ----- |
| Total (0 entradas) | Total (0 entradas) | 0    | 0     | 0      | 0     |